# Sutter Avenue – Rutland Road
Sutter Avenue – Rutland Road – stacja metra nowojorskiego, na linii 2, 3 i 4. Znajduje się w dzielnicy Brooklyn, w Nowym Jorku i zlokalizowana jest pomiędzy stacjami Crown Heights – Utica Avenue i Saratoga Avenue. Została otwarta 24 grudnia 1920.